# Gerda Wegener
Gerda Wegener właściwie Gerda Marie Fredrikke Gottlieb (ur. 15 marca 1886 w Hammelev, zm. 28 lipca 1940 we Frederiksberg obecnie dzielnicy Kopenhagi) – duńska artystka, ilustratorka i malarka najbardziej znana z dzieł o zabarwieniu erotycznym. Tworzyła prace w stylu secesyjnym oraz w późniejszych latach art déco.

## Młodość
Gerda Wegener dorastała na prowincji, w pobliżu miasta Grenaa w centralnej Danii. W celu rozpoczęcia nauki w Królewskiej Duńskiej Akademii Sztuk przeprowadziła się do Kopenhagi.
W 1904 wyszła za mąż za swojego kolegę ze studiów, Einara Wegenera. Oboje należeli do bohemy artystycznych środowisk Włoch i Francji.

## Kariera

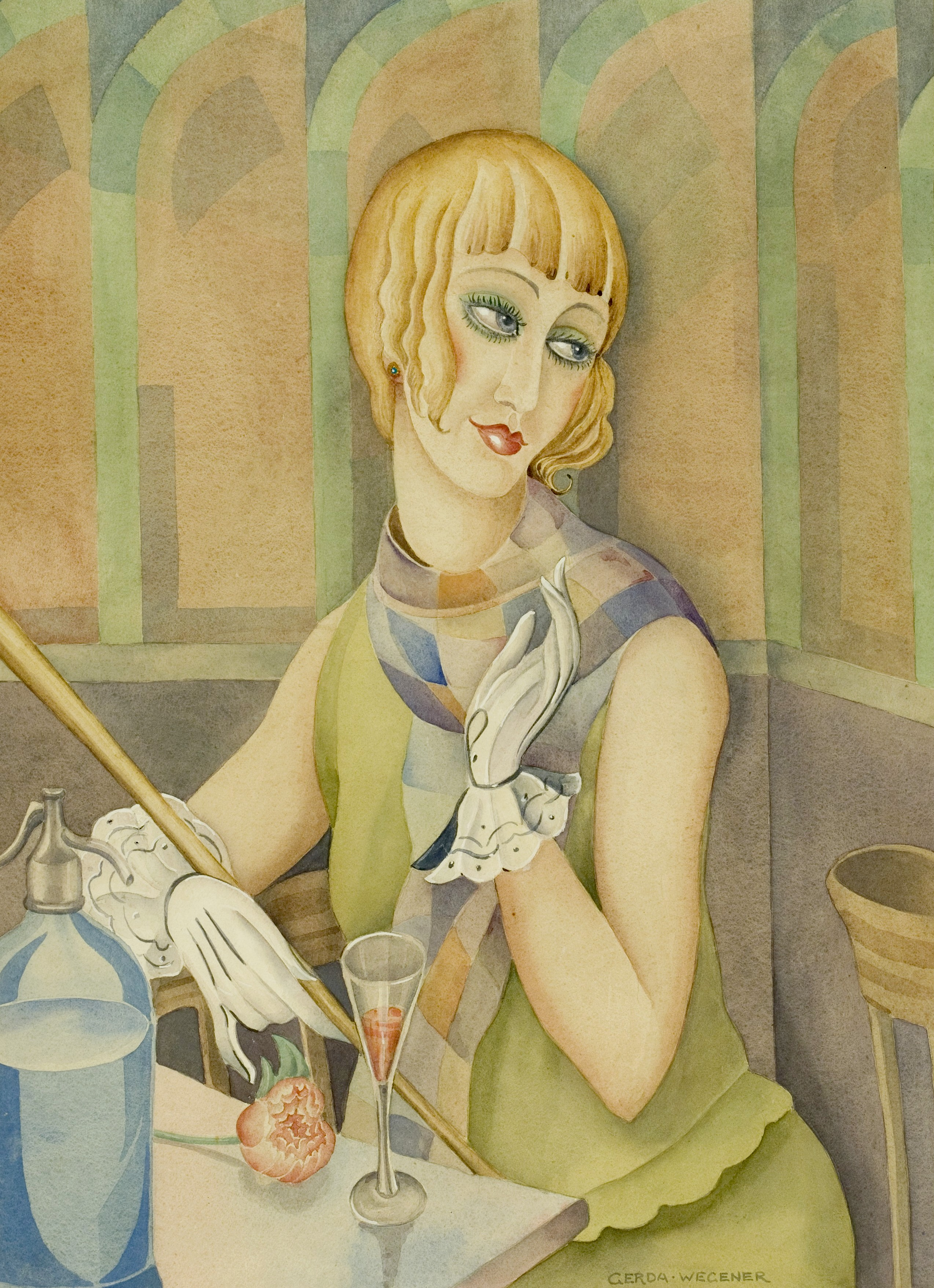
Portret Lili

Początkowo portrety Gerdy nie cieszyły się szczególną popularnością. Wszystko zmieniło się gdy poprosiła swojego męża by pozował dla niej w stroju kobiecym. Nieoczekiwanie modelce spodobało się to, i zaczęła pojawiać się w miejscach publicznych jako kobieta i przyjęła imię i nazwisko Lili Elbe. 
Portrety i erotyki Lili szybko stały się sukcesem, które wypromowały Gerdę na światowych rynkach. Gdy w 1914 wyszło na jaw, że ta piękna, elegencka modelka to osoba interpłciowa, doszło do międzynarodowego skandalu w artystycznym półświatku.
Lili Elbel poddała się pierwszej w historii udokumentowanej operacji korekty płci. W wyniku komplikacji zmarła w rok po tym wydarzeniu w 1931.

## Późniejsze życie i śmierć
Zrozpaczona po śmierci Lili, Gerda poślubiła włoskiego pilota i dyplomatę majora Fernando Porta, z którym przeprowadziła się do Maroka.
Tworzyła do końca życia, lecz jej późniejsze prace nie odniosły już tak wielkich sukcesów. Zmarła w wieku 54 lat w lipcu 1940.

## Odniesienia w kulturze
W 2015 powstał film Dziewczyna z portetu (The Danish Girl) w reżyserii Toma Hoopera, opowiadający o jej związku z Lili. W główne role wcielili się Alicia Vikander oraz Eddie Redmayne.